# 多賀新
多賀 新（たが しん、1946年12月14日 - ）は、日本の銅版画家。北海道本別町出身。北海道本別高等学校卒業。千葉県市川市在住。
代表作は、銅版画・江戸川乱歩の世界、新十二神将合体図など。近年は鉛筆画の作品にも力を入れている。銅版画「三極」は横綱日馬富士の化粧まわしの原画となった。

## 略歴
- 1972年 日本版画協会展（以後毎年）
- 1973年 版画グランプリ展 受賞
- 1974年 版画グランプリ展 受賞、シロタ画廊初個展
- 1983年 現代版画10人展、セントラル版画大賞展受賞
- 1983 - 1984年　文化庁在外研修派遣員（アメリカ・西ドイツ）
- 2005年 市川市民文化賞